# Lista över ordenssällskap i Sverige
Lista över ordenssällskap i Sverige:
| Ordenssällskap i Sverige med kungligt beskydd            | Ordenssällskap i Sverige med kungligt beskydd | Ordenssällskap i Sverige med kungligt beskydd | Ordenssällskap i Sverige med kungligt beskydd | Ordenssällskap i Sverige med kungligt beskydd |
| Namn                                                     | Grundad                                       | Ursprung                                      | Mål, syfte | Kommentar |
| -------------------------------------------------------- | --------------------------------------------- | --------------------------------------------- | --- | --- |
| Svenska Frimurare Orden                                  | 1735                                          | England                                       | Personlig utveckling, gemenskap, barmhärtighet | Sveriges äldsta ordenssällskap. Arbetar i kristet frimureri genom svenska systemet, och är därigenom en fristående del av det internationella frimureriet.               |
| Coldinuorden                                             | 1765                                          | Sverige (Stockholm)                           | Karaktärsdaning utifrån kristen-etisk grundsyn, knuten till sjöfarare och deras traditioner. | Finns i Sverige och Finland. |
| Par Bricole                                              | 1779                                          | Sverige (Stockholm)                           | Värnar om musiken och talekonsten och vårdar minnet av Carl Michael Bellman. Devis: Ordning, Munterhet, Styrka och Förtrolighet. | Obundet |
| Svea Orden                                               | 1793                                          | Sverige (Stockholm)                           | "Åminnelse av fädrens bragder" | Obundet |
| Götiska Förbundet                                        | 1815 (Göteborg)                               | Sverige                                       | Vårda miljö, kultur, natur och historia. | Obundet |
| Neptuniorden                                             | 1812                                          | Sverige (Stockholm)                           | Att verka till nytta och gagn för sjöfolk i allmänhet | Obundet |
| Vasa Orden av Amerika                                    | 1896                                          | USA                                           | Sanning och Enighet | Sveriges största amerikansk-svenska organisation. Grundades i USA av utvandrade svenskar. Sedan 1924 finns även loger i Sverige. Öppen för både män och kvinnor.         |
| Stora Amaranterorden                                     | 1760                                          | Sverige (Stockholm)                           | "Minnet skall häraf vara ljuvt" Sällskaps/Dansorden | Obundet |
| Innocenceorden                                           | 1765                                          | Sverige (Stockholm)                           | "Finare dansnöjen" | Obundet |
| IOGT                                                     | 1879                                          | USA                                           | Nykterhetsrörelse (klassas inte längre som ordenssällskap) | Grundad 1851 i USA. |
| IdrottsOrden                                             | 1894                                          | Sverige (Göteborg)                            | Samla idrottare från olika sportgrenar och främja unga idrottare genom stipendier | Obundet |
| Urval av andra ordenssällskap i Sverige                  |                                               |                                               | | |
| Timmermansorden                                          | 1761                                          | Sverige (Stockholm)                           | Personlig utveckling och broderskap | Obundet |
| Wänskapsbröderna                                         | 1827                                          | Sverige (Stockholm)                           | Främja vördnad för kristen tro, lydnad för gällande allmänna lagar och kärlek till fosterlandet, till stöd för nödställda likar, samt verka för sann vänskap och bröder till ett oskyldigt nöje.                                                      | Obundet |
| Tempel Riddare Orden                                     | 1845                                          | USA                                           | Personlig utveckling och drogfrihet | Obundet, del av den internationella nykterhetsrörelsen. Damer organiserar sig i Tempel Byggare Orden.                                                                    |
| Ordenssällskapet W:6                                     | 1851                                          | Sverige (Göteborg)                            | "Vänskap och välgörenhet" | Obundet. Svenskt ordenssällskap med 31 loger över hela Sverige |
| Ordenssällskapet Den XV Mars                             | 1854                                          | Sverige (Stockholm)                           | "Att i en vald krets av prövade, redbare vänner njuta en oskyldig och sansad glädje samt höja denna njutning genom välgörenhet mot nödlidande medmänniskor"                                                                                           | Obundet |
| Mercurii-Orden                                           | 1860                                          | Sverige (Stockholm)                           | Att främja intressekontakter och kamratlig samvaro mellan Bröder samt stödja Bröder som utan eget förvållande är i behov av hjälp. | Obundet |
| Ordenssällskapet W.F.                                    | 1865                                          | Sverige (Stockholm)                           | Att samla ansvarskännande svenska män oberoende av samhällsställning och religion till förädlande och berikande samvaro. | Före 1949 Sällskapet Wänskapsförbundet |
| S.H-n Orden                                              | 1875                                          | Sverige (Stockholm)                           | Hjälpsamhet, broderskap | Obundet. Svenskt ordenssällskap med flera loger i Sverige. |
| Oberoende Odd Fellow Orden                               | 1884                                          | England                                       | Personlig utveckling enligt budorden "Vänskap, Kärlek, Sanning", broderskap, samvaro och hjälpverksamhet | Grundad i England på 1700-talet. I Sverige sedan 1884. Bedriver en omfattande hjälpverksamhet. Damer organiserar sig i Rebeckagrenen.                                    |
| Förbundet Frihetsbröderna                                | 1886                                          | Sverige (Stockholm)                           | "Bildande och nöjsamma förströelser" | Obundet. Loger i Stockholm och Västervik |
| Svarta Örns Orden                                        | 1902                                          | Sverige                                       | Gudsfruktan, fosterlandskärlek, broderskap och barmhärtighet | |
| Svenska Druid-Orden                                      | 1904                                          | England                                       | Personlighetsutveckling, broderskap | Grundad i England 1781. I Sverige sedan 1904. Damer organiserar sig i Birgittalogen.                                                                                     |
| Sirius-Orden                                             | 1906                                          | Sverige (Ystad)                               | Broderskap | Utbrytning från Odd Fellow och SFMO |
| Teaterorden TSO                                          | 1916                                          | Sverige (Göteborg)                            | Ordenssällskap för personer verksamma inom teater, dans, musik, film, press, radio, television eller andra medier | Obundet |
| Mariaorden                                               | 1916                                          | Norge                                         | Självkännedom | Endast öppen för kvinnor. Finns även i Danmark, Sverige och Tyskland |
| Samfrimurarorden Le Droit Humain                         | 1918                                          | Frankrike                                     | Obundet | Grundad 1880 i Frankrike. Samfrimureri, icke reguljär. Upptar både män och kvinnor.                                                                                      |
| Auroraorden                                              | 1920                                          | Sverige                                       | Broderskap | Obundet |
| Auxilium-Orden                                           | 1923                                          | Sverige (Stockholm)                           | "Att arbeta för ett mjukare och humanare samhälle där alla har samma värde oberoende av trosuppfattning och hudfärg." | Obundet |
| Bifrostorden                                             | 1925                                          | Sverige                                       | Hjälpverksamhet, främja en sund livsåskådning och bereda medlemmarna god samvaro. | Religiöst och politiskt obundet. Damer organiserar sig i BDR. |
| Pimpinella Orden                                         | 1928                                          | Sverige (Stockholm)                           | "Glädje och broderskap" | Obundet. Bygger på ett sällskap grundat på 1810-talet av Carl-Michael Bellmans son.                                                                                      |
| Ordenssällskapet BA (Brödernas Afton)                    | 1931                                          | Sverige                                       | "Inbördes hjälp och glädjen i högsätet" | Obundet |
| Cordis Quinta                                            | 1933                                          | Sverige (Malmö)                               | Orden har till ändamål att inom en gemensam organisation sammanföra Bröderna till en sällskaplig samvaro, tillvarataga och utveckla deras sociala och kulturella intressen samt främja ett vårdat och ridderligt uppträdande.                         | Obundet, separata loger för herrar och damer |
| Cantorum                                                 | 1956                                          | Sverige (Göteborg)                            | Att befrämja utövandet av sång och musik och att med sångens och musikens hjälp söka närma människor till varandra | Obundet |
| Ordenssällskapet Stjärnfallet                            | 1995                                          | Sverige (Stockholm)                           | Obundet, utbrytarsällskap från Siriusorden | |
| Royal Order of Scotland                                  | 2000                                          | England                                       | Frimurerisk orden | Grundad i England 1741. Internationellt ordenssällskap för frimurare. |
| Ordo Templi Orientis                                     | 1933                                          | Sverige (Malmö)                               | Thelemisk orden, starkt präglad av Aleister Crowley och hans religiös-filosofiska system Thelema. Har numera sitt internationella högkvarter i Göteborg. Motton: "Gör vad du vill skall vara lagens helhet" och "Kärlek är lagen, kärlek under vilja" | Obundet. O.T.O är ett magiskt ordenssällskap och förvaltar rättigheterna till Aleister Crowleys litterära verk. De ger även ut Book of the Law, "Lagens Bok" på svenska. |
| Historiska ordenssällskap i Sverige, som numera upphört. |                                               |                                               | | |
| Palmorden                                                | 1617–83                                       | Tyskland (Weimar)                             | Språk och litteratur | Furstar och adel, även några kända svenska adelsmän |
| Awazu och Wallasis                                       | 1732–48                                       | Sverige                                       | För ridderliga idrotter och adliga bragder | Drottningens kammarherre Karl Fredrik Piper till Krageholm |
| Tankebyggarorden                                         | 1753–63                                       | Sverige                                       | ? | ? |
| Utile dulci                                              | 1766–95                                       | Sverige                                       | ? | ? |
| Apollini sacra                                           | 1767–1779                                     | Sverige                                       | ? | ? |
| Svenska Frimurare Lägret                                 | 1951–2011                                     | Sverige                                       | Frimureri | Strävar efter att arbeta enligt de ursprungliga formerna av frimureriet                                                                                                  |